# Nathalie Iannetta
Pour les articles homonymes, voir Iannetta.
Nathalie Iannetta, née le 15 mai 1972 à Paris, est une journaliste et animatrice française de télévision et de radio. Depuis le 1er septembre 2021, elle est directrice des sports de Radio France.
Elle commence sa carrière sur Canal+ en 1995 et exerce dans le groupe jusqu'en 2014. Elle y a notamment présenté des émissions de sports telles que Jour de foot et L'Équipe du Dimanche et animé en duo avec Laurent Bazin de septembre 2005 à juin 2008, i-Matin, la matinale de la chaîne d'information en continu I-Télé.
Entre le 10 juin 2014 et le 13 octobre 2016, elle est conseillère du président de la République française François Hollande pour les dossiers liés au sport et à la vie associative puis est membre des instances de l'UEFA jusqu'en janvier 2018.
De 2018 à 2021, elle travaille dans le Groupe TF1, en participant notamment au Mag des Coupe du monde de football masculine et féminine ainsi qu'à l’émission Téléfoot et comme présentatrice sur LCI.

## Biographie

### Études
Nathalie Iannetta a suivi les cours au Primaire et au Collège à l'institution catholique privée Saint André à Choisy le Roi.
Après une licence d'histoire et une maîtrise de sciences politiques à la Sorbonne, elle commence sa carrière fin 1994 dans la presse au sein de l'hebdomadaire Le Républicain de l'Essonne.

### Carrière à Canal + (1995 - 2014)
Nathalie Iannetta intègre en 1995 la rédaction de Canal+. Elle travaille pour l'émission L'Hebdo et présente régulièrement des flashs d'informations.
En septembre 1997, elle rejoint le service des sports de la chaîne cryptée pour présenter avec Vincent Radureau Le Journal du foot (émission hebdomadaire diffusée à la mi-temps des matchs du championnat de France) et Soir d'Europe (lors des soirées de la Coupe UEFA) au côté de Thierry Gilardi. Un an plus tard, elle présente les directs lors des matches du Championnat de France. Lors de la saison 2000/2001, elle présente la rubrique sport dans l’émission NPA Matin présenté par Alexandre Devoise. 
En décembre 2000, Nathalie Iannetta devient comédienne en jouant avec Vincent Radureau et Antoine Robin dans 2000, Boulevard du foot, une sitcom qui retrace l'année footballistique en Europe. Deux nouveaux épisodes de la série sont proposés en juin 2001 (pour revivre la saison 2000/2001 en France et en Europe). 
Pendant la saison 2001/2002, elle propose dans Samedi Sport (chaque samedi en deuxième partie de soirée) de revenir sur les évènements sportifs du week-end. De septembre 2002 à décembre 2003, Samedi Sport est programmé le samedi après-midi pour permettre de suivre les compétitions sportives en direct.
À partir de septembre 2003, elle présente toujours sur Canal + la chronique Médias dans la quotidienne du soir Merci pour l'Info présentée par Emmanuel Chain (supprimée en juin 2004, faute d'audiences).
Lors de la saison 2004/2005, elle présente l’émission Jour de foot avec Stéphane Guy chaque samedi en deuxième partie de soirée sur Canal +. Elle assure parallèlement une chronique dans Nous ne sommes pas des anges, présenté par Maïtena Biraben, l'émission quotidienne de la mi-journée sur Canal+.
À la rentrée 2005, elle est chargée de présenter la tranche d'informations du matin i>Matin (deux heures d'infos en direct avec de nombreuses chroniques et invités) sur  i>Télé, la chaîne d'information en continu du groupe Canal+. Elle présente ce rendez-vous aux côtés de Laurent Bazin du lundi au jeudi de 7 h à 9 h. I>Matin a fêté sa 200e le lundi 8 janvier 2007.
À compter du 14 mars 2007 dans la perspective de l'élection présidentielle française de 2007, elle coanime avec Laurent Bazin Élysée 2007, un débat entre deux personnalités politiques, tous les mercredis entre 8 h 30 et 9 heures. À partir de septembre 2007, i>Matin débute dès 6 h 30.
À l'été 2008, Nathalie Iannetta quitte i>Télé et revient sur Canal+ pour remplacer Hervé Mathoux à la présentation de L'Équipe du dimanche (initialement, l'émission devait être reprise par Alexandre Ruiz qui a rejoint Europe 1). Elle devait aussi coanimer avec Hervé Mathoux Canal football club, un nouveau rendez-vous sur le football, mais elle est finalement remplacée par Isabelle Moreau.
À la rentrée 2010, elle laisse sa place à la tête de L'Équipe du dimanche à Thomas Thouroude et présente Les Spécimens sur Canal+ Sport. En avril 2012, elle reçoit la « Lucarne d'or » de la meilleure journaliste sportive.
À la rentrée 2012, elle présente la nouvelle émission le Canal Champions Club ainsi que Samedi Sport sur Canal+. Elle anime également La Matinale tous les vendredis sur cette même chaîne qui a annoncé le 18 juin 2013 la fin de l'émission . Le 10 mai 2013, elle est de nouveau élue « Lucarne d'or » de la meilleure journaliste sportive.
À la rentrée 2013, elle remplace Astrid Bard dans le Canal Football Club pour parler de la Ligue des Champions.

### Conseillère jeunesse et sport du président de la République François Hollande (2014-2016)
Sans être une militante politique, Nathalie Iannetta déclare avoir le « cœur à gauche » et a voté pour François Hollande dès les élections primaires du parti socialiste en 2011 (elle le connait depuis 2002). 
Le 10 juin 2014, elle est nommée, par la présidence de la République française, conseillère auprès de François Hollande sur les dossiers liés au sport et à la vie associative , succédant alors à l'ancien champion de judo, Thierry Rey.

### Passage à l'UEFA (2016-2018)
Le 12 octobre 2016, son départ de l'Élysée est annoncé. Elle rejoint alors les instances de l'UEFA en tant que chief advisor. Le 15 janvier 2018, elle quitte l'UEFA et retrouve Gaspard Gantzer, qu'elle avait côtoyé à l'Élysée, à l'agence 2017, un cabinet de conseil pour les grandes entreprises créé par ce dernier.

### Groupe TF1 (2018-2021)
En mars 2018, L'Équipe annonce qu'elle rejoint le groupe TF1 pour la durée de la Coupe du monde. Elle participe au Mag de la Coupe du monde et anime une émission tous les soirs sur LCI.
Durant la Coupe du monde féminine de football 2019, elle participe de nouveau au Mag de la coupe du Monde présenté par Denis Brogniart aux côtés de Olivier Echouafni et Louisa Necib sur TF1.
À la rentrée 2019, Nathalie Iannetta intègre l'émission Téléfoot comme éditorialiste aux côtés du consultant Bixente Lizarazu et du présentateur Grégoire Margotton. Lors de l'émission du 14 mars 2021, elle remplace Grégoire Margotton qui s'est absenté pour présenter un match de handball des Bleus en vue de leur qualification pour les Jeux olympiques. Elle présente également Rendez-vous Sport tous les dimanches soir à 20 h 40, remplaçant ainsi Marion Jollès et Charlotte Namura.

### Groupe GL Events (2020-2021)
En septembre 2020, elle rejoint le groupe lyonnais GL Events au poste de directrice de la communication.

### Radio France (depuis 2021)
En septembre 2021, elle est nommée directrice des sports de Radio France. Elle quitte alors ses activités à TF1 et GL events. Elle sera notamment chargée de piloter la couverture des Jeux olympiques et paralympiques de Paris en 2024.
Sans quitter son poste de directrice, elle présente à partir de septembre 2022 L'esprit sport sur France Inter, chaque dimanche à 18h00 jusqu’en 2022 puis à 13h20, en compagnie de Claude Askolovitch.
Depuis 2024, elle présente Les Grands Entretiens sur LCP - Assemblée nationale.

## Publications
- Football, les beaux gestes, Glénat, coll. « Beaux Livres Sport », 2020, 160 p. (ISBN 978-200-001799-8)[27]

## Vie privée
Elle est mariée à Jean-Charles Sabattier, journaliste sportif sur Canal+ puis sur BeIn Sports. Ils ont une fille prénommée Salomé et un fils prénommé Oscar.